# Brandenburgische Konzerte

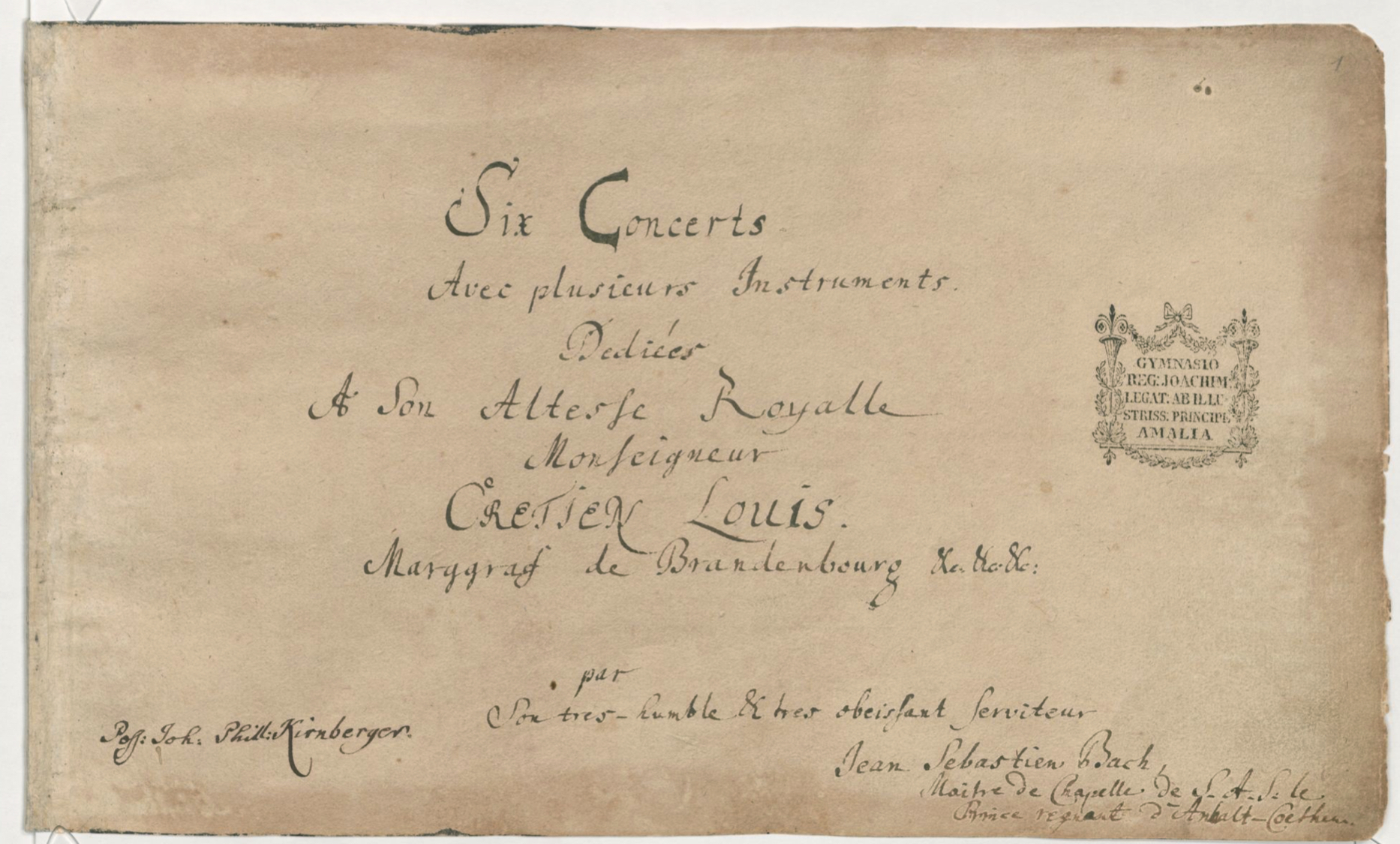
Titelseite der Brandenburgischen Konzerte

Die Brandenburgischen Konzerte sind eine Gruppe von sechs Instrumentalkonzerten von Johann Sebastian Bach (BWV 1046–1051). Die erhaltene Partitur von 1721 ist dem Markgrafen Christian Ludwig von Brandenburg-Schwedt (1677–1734) gewidmet, den Bach im Winter 1718/1719 in Berlin kennengelernt hatte.

## Titel

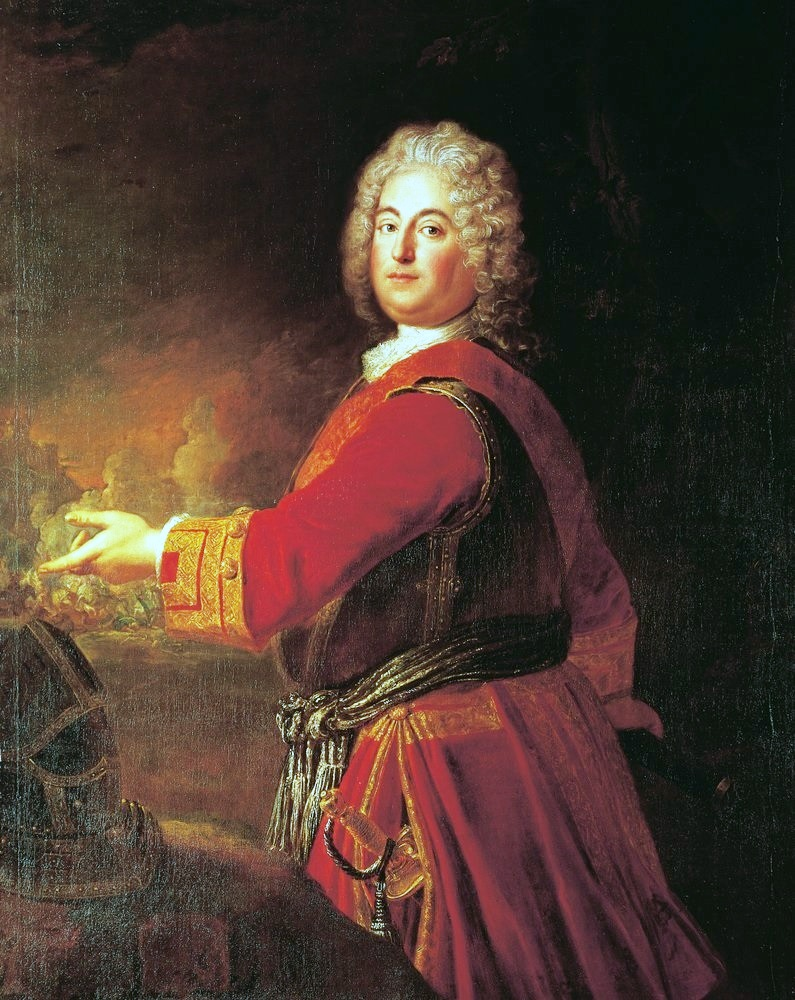
Christian Ludwig, Markgraf von Brandenburg-Schwedt

Der Titel Brandenburgische Konzerte wurde von Philipp Spitta in seiner 1873–1879 verfassten Bach-Biografie geprägt und hat sich heute allgemein durchgesetzt. Bachs Originaltitel lautet Sechs Konzerte mit mehreren Instrumenten, auf Französisch:
Six Concerts Avec plusieurs Instruments.

Dediées A Son Altesse Royalle Monsigneur

CRETIEN LOUIS. Marggraf de Brandenbourg &c:&c:&c:

par Son tres-humble & tres obeissant Serviteur

Jean Sebastien Bach, Maitre de Chapelle de S. A. S.

Prince regnant d’Anhalt-Coethen.
Auf der Rückseite des Titelblatts folgt eine Widmung an den Markgrafen, ebenfalls in französischer Sprache. Die deutsche Übersetzung beginnt wie folgt:
„Da ich vor ein paar Jahren das Glück hatte, mich bei Ihrer Königlichen Hoheit auf Ihren Befehl hin hören zu lassen, und ich damals bemerkte, dass Sie sich an den kleinen Talenten, die der Himmel mir für die Musik gegeben hat, erfreute, und als ich mich von Ihrer Königlichen Hoheit verabschiedete, mir die Ehre erweisen wollte, mir zu befehlen, ihr einige Stücke meiner Komposition zu schicken: habe ich mir also nach Ihrem gnädigen Befehl die Freiheit genommen, Ihrer Königlichen Hoheit für die vorliegenden Konzerte, die ich für mehrere Instrumente bearbeitet habe, meine ehrerbietigen Pflichten zu erweisen; und bitte Sie demütigst, deren Unvollkommenheit nicht nach dem feinen und delikaten Geschmack beurteilen zu wollen, den sie, wie alle Welt weiß, für musikalische Stücke hat, sondern vielmehr den tiefen Respekt und den ehrerbietigen Gehorsam, die ich Ihr dadurch zu erweisen versuche, in gütige Hochachtung zu ziehen.“
Die sechs Konzerte weisen eine hohe stilistische und strukturelle Vielfalt auf. In ihrer Mischung der verschiedenen historischen und zukunftsweisenden Elemente bilden sie eine persönliche und trotzdem allgemeingültige Ausdrucksform.

## Entstehung

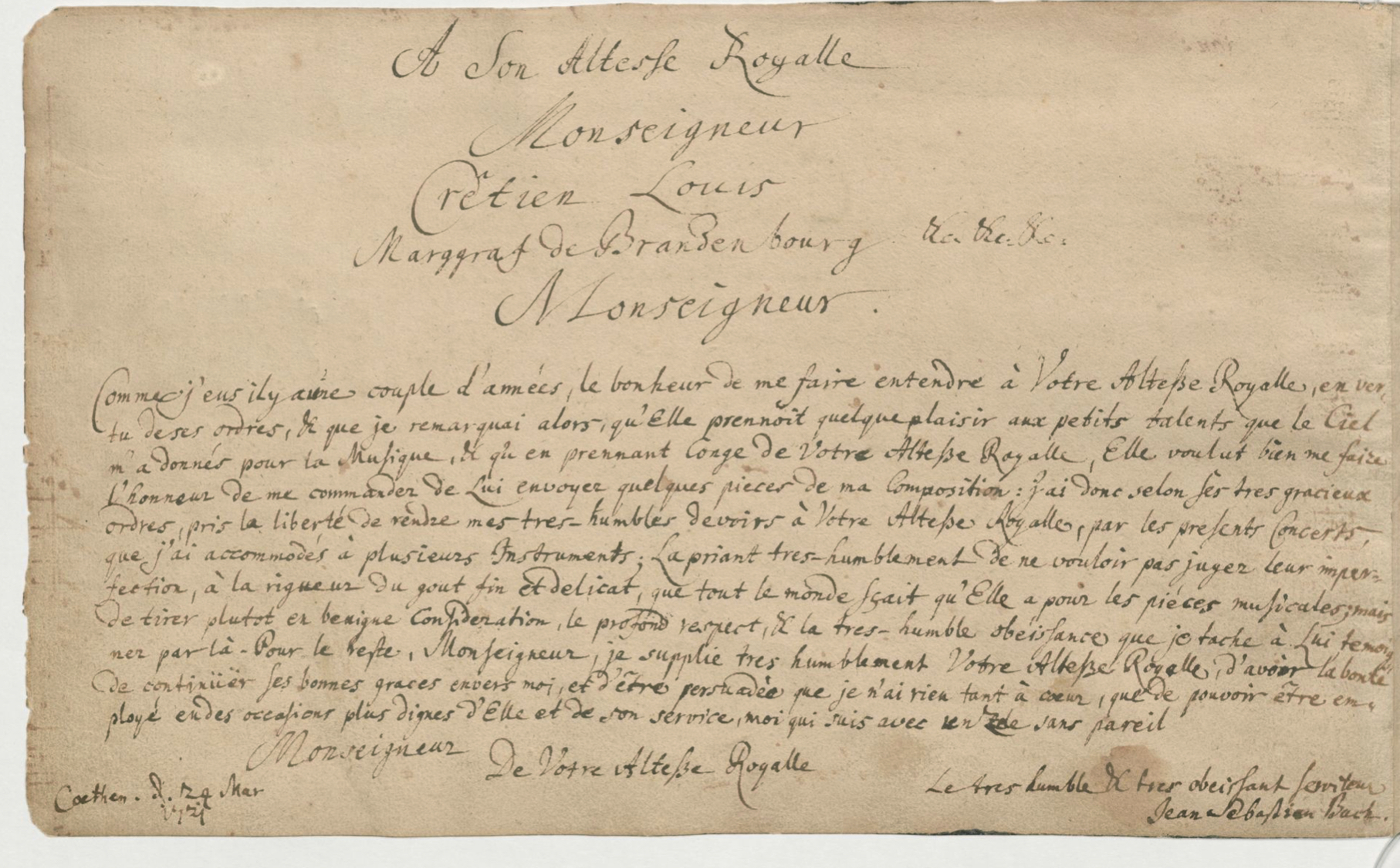
Widmung der Brandenburgischen Konzerte

Bach war im Herbst 1718 nach Berlin gereist, um dort ein neues Cembalo für den Köthener Hof zu kaufen. Es wird gemutmaßt, dass er bei dieser Gelegenheit den Markgrafen von Brandenburg-Schwedt kennengelernt, ihm im Berliner Stadtschloss vorgespielt, und dabei den Kompositionsauftrag erhalten habe. Erstaunlich ist aber, dass die Übersendung erst fast zweieinhalb Jahre später erfolgte. Als Bach die Partitur der sechs Konzerte mit seiner Widmung vom 24. März 1721 an den Markgrafen schickte, hatte er diese Werke aber nicht eigens für ihn komponiert. Vielmehr hatte Bach die Sammlung aus vorhandenen Kompositionen zusammengestellt, die nicht alle erst in Köthen, sondern zum Teil wohl bereits in seiner Weimarer Amtszeit (1708–1717) entstanden waren, worauf stilistische Unterschiede hindeuten.
Es ist davon auszugehen, dass Bach die am Köthener Hof entstandenen Werke nur mit Erlaubnis seines Arbeitgebers Fürst Leopold von Anhalt-Köthen einem anderen Fürsten widmen durfte. Doch besteht kein Grund, an dessen Einverständnis zu zweifeln – von ihm kann sogar die Initiative ausgegangen sein, da er nur ein halbes Jahr zuvor dem Fürsten schon einen kristallenen Kronleuchter hatte überreichen lassen. Nach dieser These wäre die Auftragserteilung nicht durch den Markgrafen, sondern durch den Köthener Fürsten erfolgt.
In Köthen begann Bach, seine Kompositionen zu umfangreichen Zyklen zusammenzustellen, die Ordnungsprinzipien folgten, wie etwa planvolle Abfolgen von Tonarten oder Einzelsätzen – Beispiele sind das Wohltemperierte Clavier oder die Englischen und Französischen Suiten. Von einer derartigen durchgehenden Gestaltung eines Zyklus ist bei den Brandenburgischen Konzerten aber noch nichts zu bemerken – außer in dem Bestreben, jedes damals gängige Instrument mit einer – in vielen Fällen auch solistischen – Partie zu bedenken.
Von fünf der Konzerte sind Abschriften unabhängig von der Widmungspartitur erhalten; keine davon enthält aber mehrere Werke. Man darf davon ausgehen, dass Bach die Sammlung nur für die Widmungspartitur zusammenstellte und die Einzelkonzerte weder davor noch danach als zusammengehörig betrachtete. Die Konzerte bilden also nur eine lose Sammlung ohne jeden Versuch einer weiteren Gestaltung als eine Gesamtheit – Bach wäre es wohl nicht in den Sinn gekommen, die Konzerte zusammen aufzuführen. Einzeln werden sie jedoch in Köthen aufgeführt worden sein: Die von Konzert zu Konzert wechselnde Besetzung ist minuziös auf die Möglichkeiten des nicht eben kopfstarken, dafür aber umso leistungsfähigeren Eliteensembles der acht Köthener CammerMusici zugeschnitten.
Bachs sorgfältige Arbeit und damit die Wertschätzung, die er den Konzerten entgegenbrachte, zeigt sich in der Überarbeitung vieler Details der zugrundeliegenden Partituren – etwa die feine Differenzierung der Partien von Violoncello, Violone und Continuo, die er oft mit getrennten Stimmen bedenkt. Auch die gründliche Schreibweise der Partitur lässt sein Engagement für das Werk deutlich erkennen: Die Taktstriche sind fast ausnahmslos mit dem Lineal gezogen.
Paradox erscheint, dass Bach dem Markgrafen ausgerechnet solche Konzerte dedizierte, von denen er genau gewusst haben dürfte, dass sie für das bescheidene Niveau von dessen Berliner Hofkapelle, die damals über nur sechs Musiker verfügte und keinem Vergleich mit dem Köthener Orchester standhielt, kaum aufführbar gewesen sein dürften. Es ist deshalb unwahrscheinlich, dass sie damals in Berlin überhaupt erklangen.

## Weitere Geschichte
Neben dem Widmungsexemplar besaß Bach von den einzelnen Konzerten auch Kompositionspartituren, die er in einigen Fällen für spätere Fassungen, etwa als Einleitungssinfonien in Kantaten, nutzte. Keine dieser Kompositionspartituren ist erhalten. Indizien sprechen dafür, dass sein Sohn Carl Philipp Emanuel von einigen Konzerten Abschriften besaß und diese Musik in Berlin bekannt machte. Die Widmungspartitur lag für geraume Zeit unentdeckt in der Bibliothek des Markgrafen von Brandenburg-Schwedt. Später kam sie über Johann Philipp Kirnberger (1721–1783) in die Bibliothek der Prinzessin Amalie von Preußen (1723–1787) und 1788 in die Bibliothek des Joachimsthalschen Gymnasium. 1914 übernahm die Königliche Bibliothek in Berlin, heute Staatsbibliothek zu Berlin die Musikalien der sogenannten Amalienbibliothek, darunter auch die Brandenburgischen Konzerte.
1851/52 erschienen die ersten Partituren und Stimmen in gedruckter Form, und noch einmal 1869 in der Bach-Gesamtausgabe, so dass die Werke nun allgemein bekannt wurden. Zu diesem Zeitpunkt waren allerdings Soloinstrumente wie Violino piccolo, Blockflöten und Gamben nicht zugänglich, und für die Spielweise der Blechblasinstrumente und des Basso Continuo existierte keine Tradition mehr, was die öffentliche Aufführung zunächst sehr erschwerte. 1902/1905 veröffentlichten Ernst Naumann, 1905 Max Reger Bearbeitungen aller sechs Konzerte für Klavier zu vier Händen.; 1910/14 August Stradal für Klavier zu zwei Händen.

## Übersicht
| Konzert    | Tonart | BWV      | Soli                                       | Tutti                                            |
| ---------- | ------ | -------- | ------------------------------------------ | ------------------------------------------------ |
| 1. Konzert | F-Dur  | BWV 1046 | 2 Hörner, 3 Oboen, Fagott, Violino piccolo | 2 Violinen, Viola, Violoncello, Basso Continuo   |
| 2. Konzert | F-Dur  | BWV 1047 | Trompete, Blockflöte, Oboe, Violine        | 2 Violinen, Viola, Violoncello, Violone, Cembalo |
| 3. Konzert | G-Dur  | BWV 1048 | 3 Violinen, 3 Violen, 3 Violoncelli        | Basso Continuo                                   |
| 4. Konzert | G-Dur  | BWV 1049 | Violine, 2 Blockflöten                     | 2 Violinen, Viola, Violoncello, Violone, Cembalo |
| 5. Konzert | D-Dur  | BWV 1050 | Cembalo, Traversflöte, Violine             | Violine, Viola, Violoncello, Violone             |
| 6. Konzert | B-Dur  | BWV 1051 | 2 Violen, Violoncello                      | 2 Gamben, Violone, Cembalo                       |

Die Konzerte sind hochgradig individuell in Instrumentation und allen kompositorischen Details. Dennoch lassen sich stilistisch einzelne Gruppen unterscheiden:
- Das erste und dritte Konzert folgen der Form einer italienischen Ouvertüre aus Konzertsatz, langsamem Mittelsatz und Tanz – das erste Konzert in seiner Urform BWV 1071 ist wohl auch als eine solche Ouvertüre verwendet worden. Die langsamen Sätze enden hier jeweils mit einem phrygischen Halbschluss. Beide Konzerte vertreten deutlich die ältere Form eines Gruppenkonzerts, in dem nicht solistische Instrumente einem Orchester, sondern Orchestergruppen einander gegenübergestellt werden. Dabei erhalten aber auch hier die Stimmführer der einzelnen Instrumentalgruppen Gelegenheit, solistisch hervorzutreten. Nach heutigem Forschungsstand sind die beiden Werke sicher vor 1715, also noch in Weimar, geschrieben worden.[8]
- Das fünfte und sechste Konzert sind die stilistischen Extreme der Sammlung; aus heutiger Sicht können sie aber durchaus in zeitlicher Nähe entstanden sein, wohl 1718/1719.[8] Bach gelingt es hier, innerhalb der dreisätzigen italienischen Konzertform und mit ihren Mitteln deutlich auf einen bestimmten Nationalstil anzuspielen: Im fünften Konzert ist es der der zeitgenössischen höfischen französischen Musik, im sechsten Konzert ist es die Musik der Generation von Bachs deutschen Vorgängern, so dass das sechste Konzert lange als das älteste des Zyklus angesehen werden konnte. Beide Konzerte setzen drei Soloinstrumente ein, stellen diesen aber nur ein sehr kleines, dreistimmiges Tutti gegenüber: Im fünften in der Urfassung nur Violine, Viola und Violone (was Bach später durch ein Violoncello ergänzte, nicht aber um eine zweite Violine); im sechsten besteht die Begleitung nicht einmal aus Instrumenten der Violinfamilie, sondern aus zwei Gamben und Violone. In beiden Werken wird der Mittelsatz von den Soloinstrumenten alleine oder mit Continuo bestritten.
- Das zweite und vierte Konzert stellen eine kleine Gruppe von Soloinstrumenten einem Streichorchester gegenüber und repräsentieren damit die moderne Form eines Konzerts für mehrere Soloinstrumente; hier sind die Schlusssätze immer mehr oder weniger voll ausgebaute Fugen. Auffällig ist, dass jeweils das Instrument, das die Ecksätze dominiert (Trompete im zweiten, Violine im vierten Konzert), im Mittelsatz ganz schweigt oder auf eine rein begleitende Funktion reduziert ist; Bach legte offenbar noch andere Maßstäbe an als eine aus heutiger Sicht saubere Trennung instrumentaler Funktionen. Das zweite und vierte Konzert dürften aus heutiger Sicht die jüngsten der Sammlung sein, dies legt bereits die geringe Zahl an Korrekturen in der Widmungspartitur nahe.[9]

## Noten und Aufnahmen
- Originalpartitur (Staatsbibliothek zu Berlin)
- RISM Quellenbeschreibung der Originalpartitur